# 1. slag ved Marne
 For alternative betydninger, se Slaget ved Marne. (Se også artikler, som begynder med Slaget ved Marne)
1. slag ved Marne var et slag i begyndelsen af 1. verdenskrig ved floden Marne i Frankrig den 6. til 12. september 1914 ikke langt fra Paris. Slaget resulterede i en sejr til de britiske og franske hære og standsede den tyske offensiv mod Paris. Under slaget blev den tyske kejserlige hær tvunget tilbage og krigen på vestfronten blev efter dette slag hovedsagelig en stillingskrig udkæmpet i skyttegrave.
Inden slaget ved Marne var de britiske og franske tropper hårdt trængt af den velsmurte tyske krigsmaskine, men Marne blev et vendepunkt. Resultatet blev, at de tyske tropper måtte trække sig tilbage og gå i defensiv.
Fra den 26. august 1914 dannede general Joffre en ny hær ved hjælp af nye reserve divisioner og afdelinger taget fra Lorraine. Denne overførsel af tropper fra øst til vest blev udført lige bag forreste linje, i midten af et slag, ved hjælp af over 300 tog. Denne nye sjette arme var forbundet med BEF venstre fløj, vest for Marne fra Meaux på Pontoise, nord for Paris. Overførslen af styrker fra øst til det franske centrum og venstre fløj fortsatte gennem 10. september, i alt tyve divisioner og tre kavaleridivisioner.